# Owen Moore
Owen Moore, född 12 december 1886 i Fordstown Crossroads, County Meath, Irland, död 9 juni 1939 i Beverly Hills, Kalifornien, var en amerikansk skådespelare.                                                                 
Moore kom till USA som elvaåring tillsammans med sina föräldrar och syskon. Han gjorde filmdebut 1908 och medverkade i flera av D. W. Griffiths tidiga filmer, där han gjorde stor succé som viril och stilig hjälte. Hans motspelerska var ofta Mary Pickford och de gifte sig i hemlighet 1911, men 1919 begärde Pickford skilsmässa eftersom Moore visat sig vara en obotlig alkoholist. Moore gifte om sig 1921 med skådespelaren Kathryn Perry, ett äktenskap som varade fram till Moores död 1939 i en hjärtattack.

## Filmografi i urval
- 1909 – Bokhållarens diplomatiska hustru
- 1909 – Arbetare contra överklassen
- 1919 – Äventyret Madelon
- 1923 – Flickan som kom till Hollywood
- 1923 – En tillfällig äkta man
- 1925 – Friaren från västern
- 1927 – Ungkarlsvåningar
- 1929 – Vid 37:de gatan
- 1930 – Oh, en så'n änka!
- 1930 – De laglösas lag
- 1931 – Bör en hustru förtiga?
- 1932 – Som du vill ha mig
- 1933 – Lady Lou
- 1937 – Skandal i Hollywood